# La Corporación
La Corporación, também conhecida como "Cartel de Santa Ana", foi um cartel de drogas e uma organização criminosa boliviana, liderada nas décadas de 1970 e 1980 pelo notório traficante Roberto Suárez Goméz, conhecido como o "Rei da Cocaína". 
"La Corporación" foi fundada na década de 1970 por vários traficantes de drogas e criminosos transnacionais. Após o golpe de Estado de 1980, "La Corporación" recebeu proteção política da ditadura militar boliviana, efetivamente transformando a Bolívia em um narco-estado e se tornou um dos maiores produtores de cocaína do mundo.  Eles estavam aliados a vários cartéis de drogas mexicanos e colombianos e tiveram uma presença notável em Santa Cruz de la Sierra.

## História
Na década de 1970, Suárez criou "La Corporación" e começou a contratar vários produtores de coca bolivianos, tornando-se um dos maiores produtores de cocaína do país. Por causa de sua relação com Suárez e Pablo Escobar, "La Corporación" se tornou um importante fornecedor do Cartel de Medellín. As drogas eram contrabandeadas dos laboratórios de cocaína da Amazônia boliviana para a Colômbia, vendendo a US $ 9.000 por quilo.
Em 17 de julho de 1980, um golpe de Estado depôs a presidenta Lidia Gueiler Tejada, substituída por seu primo Luis García Meza Tejada. O evento ficou conhecido como o "Golpe da Cocaína" porque foi declaradamente apoiado por criminosos, traficantes de drogas e cartéis, incluindo Suárez e outros membros de "La Corporación".  Logo após o golpe, os narcotraficantes receberam proteção política e a produção de cocaína aumentou drasticamente na Bolívia. De acordo com membros do governo Reagan, o cartel ganhava anualmente mais de US $ 400 milhões e era apoiado por vários esquadrões da morte de direita.  O ex-agente da DEA Michael Levine certa vez acusou a CIA de facilitar vários cartéis de drogas latino-americanos, principalmente "La Corporación". 
Após a prisão de Suárez em 1988, "La Corporación" foi chefiada por seu sobrinho Jorge Roca Suarez, que continuou a contrabandear drogas para os Estados Unidos e iniciou uma grande operação de tráfico de drogas no sul da Califórnia até sua prisão em 1990. 

## Membros e associados conhecidos
- Roberto Suárez Goméz - fundador e líder;[6]
- Jorge Roca Suarez - segundo em comando, atualmente cumprindo pena de 30 anos por tráfico de drogas;
- Sonia Sanjinez De Atala - traficante de drogas, conhecida como a "Rainha da Cocaína", atualmente sob proteção de testemunhas;
- Luis Arce Gómez - ex-ministro do Interior[6], considerado culpado de violações de direitos humanos e narcotráfico, condenado a 30 anos de prisão.